# Mariano Mores
Mariano Alberto Martínez, conosciuto come Mariano Mores (San Telmo, 18 febbraio 1918 – Buenos Aires, 13 aprile 2016), è stato un compositore, pianista e direttore d'orchestra argentino di tango.

## Biografia
Mariano Martínez nacque nel 1918 a San Telmo, un quartiere di Buenos Aires (Argentina). Già da bambino suonava molto bene musics classica al pianoforte. A 14 anni debuttò pubblicamente al Café Vicente sull'Avenida Corrientes. Prese lezioni di musica classica al Conservatorio D'Andrea a Lanús.
Dopo una breve collaborazione con il gruppo folcloristico La Cuyanita fu ingaggiato come direttore e pianista nell'orchestra di Roberto Firpo. Formò un trio con le sorelle Margot e Myrna Mores. In seguito sposò Myrna e prese il nome di lei come nome d'arte.
Nel 1938 scrisse la musica per il film Senderos de Santa Fe e incontrò artisti come il compositore Valdo Sciammarella. Nel 1939 il drammaturgo Alberto Vaccarezza lo aiutò a diventare pianista nell'orchestra di Francisco Canaro. Nel 1948 Mores fondò la propria orchestra, che fece il suo debutto al Teatro Presidente Alvear.
Come pianista, compositore e direttore d'orchestra Mariano Mores si impose come una delle figure dominanti della musica argentina e formò il moderno sestetto per il tango con organo, pianoforte, bandoneon, chitarra elettrica, tastoere, batteria e basso. Insieme a Enrique Santos Discépolo compose classici come Uno (1943), Sin palabras (1946) e Cafetín de Buenos Aires (1948).
Mores e José María Contursi scrissero En esta tarde gris (1941), Tu piel de jazmín (1941), Grisel (1942) e Cristal (1944). Scrisse La calesita (1953) ed El Patio de la morocha (1951) con Cátulo Castillo, Una lágrima tuya (1949) con Homero Manzi e Cuartito Azul (1939) con Mario Battistella. Interpretò inoltre vari film musicali con stelle come Delia Garcés, Osvaldo Miranda (attore), Virginia Luque e Hugo del Carril. Nel 1949 recitò nei film Corrientes, calle de ensueños e La Doctora quiere Tangos con Mirtha Legrand. Per il film La voz de mi ciudad, uscito nel 1953, compose una delle sue milonghe di maggior successo, Taquito militar. In televisione interpretò le serie M ama a M (1957) e La familia Mores (1967).
Mores morì il 13 aprile 2016 all'età di 98 anni.

## Famiglia

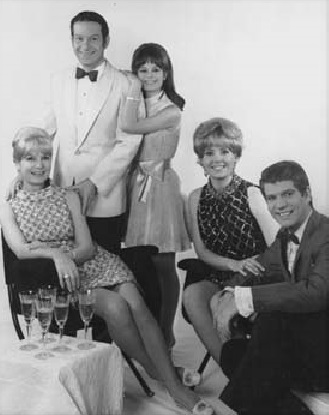
Famiglia Mores: Myrna Mores, Mariano Mores, Silvia Mores, Claudia Mores, Nito Mores (1969)

Aveva un fratello, il cantante di tango Enrique Martinez, che si esibiva sotto il nome d'arte di Enrique Lucero. Dal matrimonio con la cantante Myrna Mores nacquero i cantanti di tango Nito Mores e Silvia Mores. La presentatrice Mariana Fabbiani è sua nipote.

## Composizioni
- Cuartito azul, testo: Mario Battistella (1939)
- Tan solo tú, testo: Marvil (1940)
- Muchachita porteña, testo: Alberto Vacarezza (1940)
- En esta tarde gris, testo: José María Contursi (1941)
- Gricel, testo: José María Contursi (1942)
- Uno, testo: Enrique Santos Discépolo (1943)
- Cada vez que me recuerdes, testo: José María Contursi (1944)
- Cristal, testo: José María Contursi (1944)
- Copas, amigos y besos, testo: Enrique Cadícamo (1944)
- A quién le puede importar, testo: Enrique Cadícamo (1945)
- Adiós pampa mía, con Francisco Canaro, testo: Ivo Pelay (1945)
- Sin palabras, testo: Enrique Santos Discépolo (1946)
- Cafetín de Buenos Aires, testo: Enrique Santos Discépolo (1948)
- Una lágrima tuya, testo: Homero Manzi, (1949)
- Tu piel de jazmín, testo: José María Contursi (1950)
- El patio de la morocha, testo: Cátulo Castillo (1951)
- Taquito militar, testo: Dante Gilardoni (1952)
- La calesita, testo: Cátulo Castillo (1953)
- El firulete, testo: Rodolfo Taboada (1953)
- Fandango (1953)
- Yo tengo un pecado nuevo, testo: Alberto Laureano Martínez (1953)
- Tanguera (1955)
- Adiós, testo: Alberto Laureano Martínez (1957)
- Luces de mi ciudad, testo: Luis Iturraste e Carlos Petit (1958)
- Porque la quise tanto, testo: Rodolfo Taboada (1961)
- Tan solo un loco amor, testo: Martín Darré (1962)
- Frente al mar, testo: Rodolfo Taboada (1963)
- Ahora te llaman Lulútesto: Rodolfo Taboada (1964)
- Oro y gris, testo: León Benarós (1966)
- Sabor de adiós, testo: Silvio Soldán (1968)

## Discografia

### Album
- Un Argentino En París (1954), como Marianito Mores, EP Odeon.[6]
- Mariano Mores Volumen No. 2 (1957). EP-10' Odeon.[7]
- Mariano Mores Volumen No. 3 (1958). LP Odeon.[8]
- Mariano Mores Volumen No. 4 (Tangocolor) (1958). LP Odeon.[9]
- Piano by Mores (1958), Capitol, EEUU.[10]
- Mariano Mores y su Gran Orquesta Lírica Popular, Volumen No. 5 (1959), LP Odeon[11]
- Poema en tango. Mariano Mores y su Gran Orquesta Lírica Popular, Volumen No. 6 (1960). Odeon LDM 875.[12]
- Mariano Mores en México, Volumen No. 7 (1961), LP Odeon.[13]
- Mariano Mores y Su Sexteto Rítmico Moderno Vol 8 (1963), LP Odeón.[14]
- Mariano Mores y su gran orquesta Lírica popular vol.15 (1963), EP Odeon.[15]
- Mariano Mores y Antonio Prieto con Orquesta Lírica Popular Volumen 16 (1963), EP Odeon.[16]
- Mariano Mores y su Gran Orquesta Lírica Popular Volumen 17 (1963), EP Odeon.[17]
- Mariano Mores y su Gran Orquesta Lírica Popular, Volumen No. 9 (1964), LP Odeon[18]
- Melodías en la noche con Mariano Mores Y Su Sexteto Romántico, Volumen Nº 10 (1964). LP Odeon.[19]
- Frente al mar (1967). LP Odeon-Galería.[20]
- Mariano Mores en el mundo (1969). LP Odeon.[21]
- Mariano Mores y su Sexteto (1972), EP EMI, Argentina.[22]
- Mariano Mores y su Sexteto (1972), EP EMI, México.[23]
- Enteramente Argentina (1977). Microfón.[24]
- Ok Míster Tango (1986) con Vicky Carr, LP CBS.[25]
- Grandes éxitos en vivo Teatro Ópera (1994), CD Leader Music.[26]
- 90 años y más… (2008). CD doble EMI Argentina. Antología de 44 grabaciones inéditas.

### Singoli
- 1938: «Sueño angelical»/ «Recuerdos»/ «Mi geisha está triste», como Orquesta Típica Marianito Mores. Columbia. Columbia (2144) JX 262, 1938
- 1939: «Cuartito azul», por Ignacio Corsini acompañado de las guitarras de Pagés, Pesoa y Maciel.
  - «Cuartito azul», por la Orquesta de Francisco Canaro (Odeón, 14/09/1939).
  - «Cuartito azul», por la Orquesta de Osvaldo Fresedo, cantado por Enrique Ruiz (13/10/1939, RCA Víctor).
- 1941: «En esta tarde gris» (Mores/Contursi). Grabado ese año por las orquestas de Canaro, Mario Murano (canta Libertad Lamarque) y Aníbal Troilo (canta Fiorentino).
  - «En esta tarde gris» (Mores/Contursi). Grabado por Bobby Capó.
- 1942: «Gricel» (Mores/Contursi). Grabado la Orquesta de Canaro (canta Adrián), Libertad Lamarque y Troilo/Fiorentino.
- 1943: «Uno» (Mores/Discépolo).
  - «Cada vez que me recuerdes» (Mores/Contursi). Grabado por Canaro/Adrián, Libertad Lamarque y Troilo/Fiorentino.
- 1944: «Cristal» (Mores/Contursi). Grabado las orquestas de Canaro/Roldán, Troilo/Marino y Fresedo/Serpa.
  - «Copas, amigos y besos» (Mores/Cadícamo). La graban Troilo/Marino y Roberto Biagi/Ortiz.
- 1945: «Copas, amigos y besos» (Mores/Cadícamo). La graba Alberto Castillo.
  - «Adiós pampa mía» (Mores/Canaro/Peley).
- 1946: «Sin palabras» (Mores/Discépolo). Grabado por Canaro/Arenas, Troilo/Marino, Donato/Donato, Biagi/Biagi, Francini-Pontier/Podestá y Pugliese/Morán.
- 1947: «En esta tarde gris» (Mores/Contursi). Grabado por L'orchestre Argentin de Manuel Pizarro en París.
  - «Déjame no quiero verte más» (Mores/Canaro/Pelay), por Francini-Pontier.
- 1949: «Una lágrima tuya» (Mores/Manzi), por Troilo/Rivero-Calderón.
- 1951: «El patio de la morocha» (Mores/Castillo), por Troilo/J.Casal.
- 1952: «La calesita»/ «Taquito militar», Simple 78 rpm. IFMA 35004 (Sello Mercurio).
  - «Muchachita porteña»/ «Fandango candombe», Simple, IFMA 35016 (Sello Mercurio).
- 1953: «La calesita»/ «Balada». Simple 78 rpm. Odeón 843.
- 1953: «Cafetín de Buenos Aires»/ «Cuartito azul». Simple 78 rpm. Odeón 846.
- 1953: «El firulete»/ «Yo tengo un pecado nuevo». Simple 78 rpm. Odeón 848.
- 1955: «Tanguera»/ «Taquito militar». Con la Gran Orquesta.Emi-Odeón.
- 1956: «Balada»/ «La calesita». Con la Gran Orquesta.Emi-Odeón.
- 1957: «Sin palabras»/ «La calesita». Con la Gran Orquesta.Emi-Odeón.

## Filmografia

### Attore
- Café de los maestros (2008)
- Sucedió en el fantástico Circo Tihany (1981)
- Un elefante color ilusión (1970)
- Buenas noches, Buenos Aires (1964)
- América a medianoche (1961)
- La voz de mi ciudad (1953)
- La doctora quiere tangos (1949)
- Corrientes… calle de ensueños! (1949)
- La tía de Carlos (1946)

### Compositore
- La voz de mi ciudad (1953)
- La doctora quiere tangos (1949)
- Corrientes… calle de ensueños!  (1949)
- Vallejos (1972)

### Accompagnatore musicale
- Perón, sinfonía del sentimiento (1999)
- Gatica, el Mono (1993)
- La sonrisa de mamá (1972)
- Los pulpos (1948)
- Senderos de fe (1938)